# Bornitrid
Bornitrid är en kemisk förening av bor och kväve med formeln BN.

## Egenskaper
Bornitrid är sällsynt i naturen men förekommer i mineral i Tibet. Denna förekomst har dock ännu ingen kommersiell betydelse, utan bornitrid produceras av borsyra eller bortrioxid. Den bornitrid som bildas är amorf (a-BN), men kan kristalliseras genom anlöpning till grafit-struktur (α-BN, g-BN eller h-BN), något som också avlägsnar de rester av bortrioxid som finns kvar.
Diamant-struktur (β-BN eller c-BN) och wurtzit-struktur (w-BN) kan framställas genom att utsätta α-BN för högt tryck (5 –18 MPa) och temperatur (> 1700 °C) med samma metoder som används för att framställa konstgjorda diamanter. Bornitrid i kristallstruktur har egenskaper som liknar grafit respektive diamant.

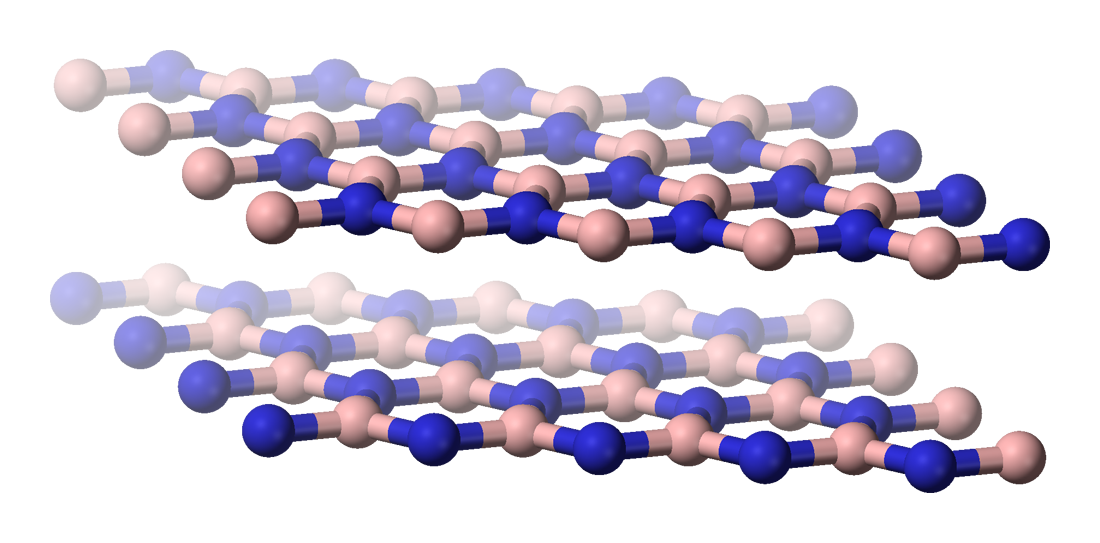
Hexagonal g-BN (grafitstruktur)
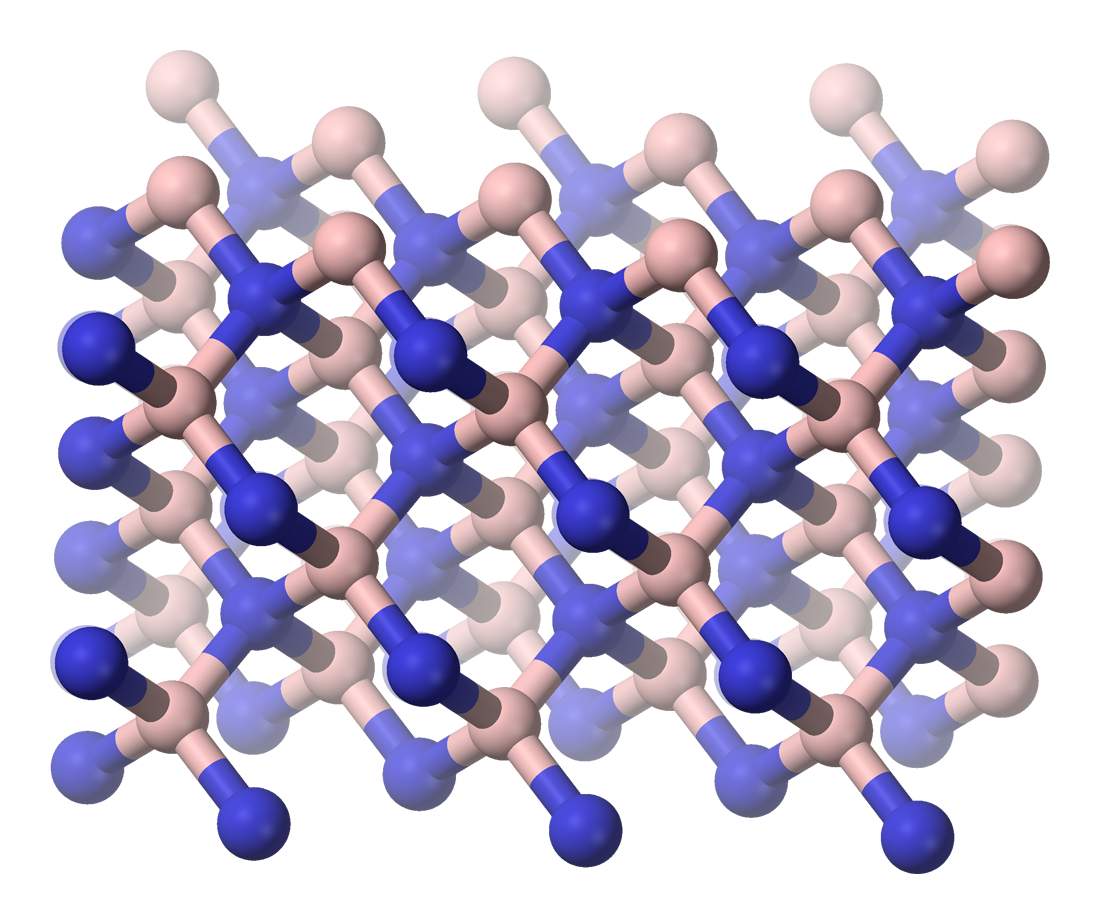
Kubisk c-BN (diamatstruktur)
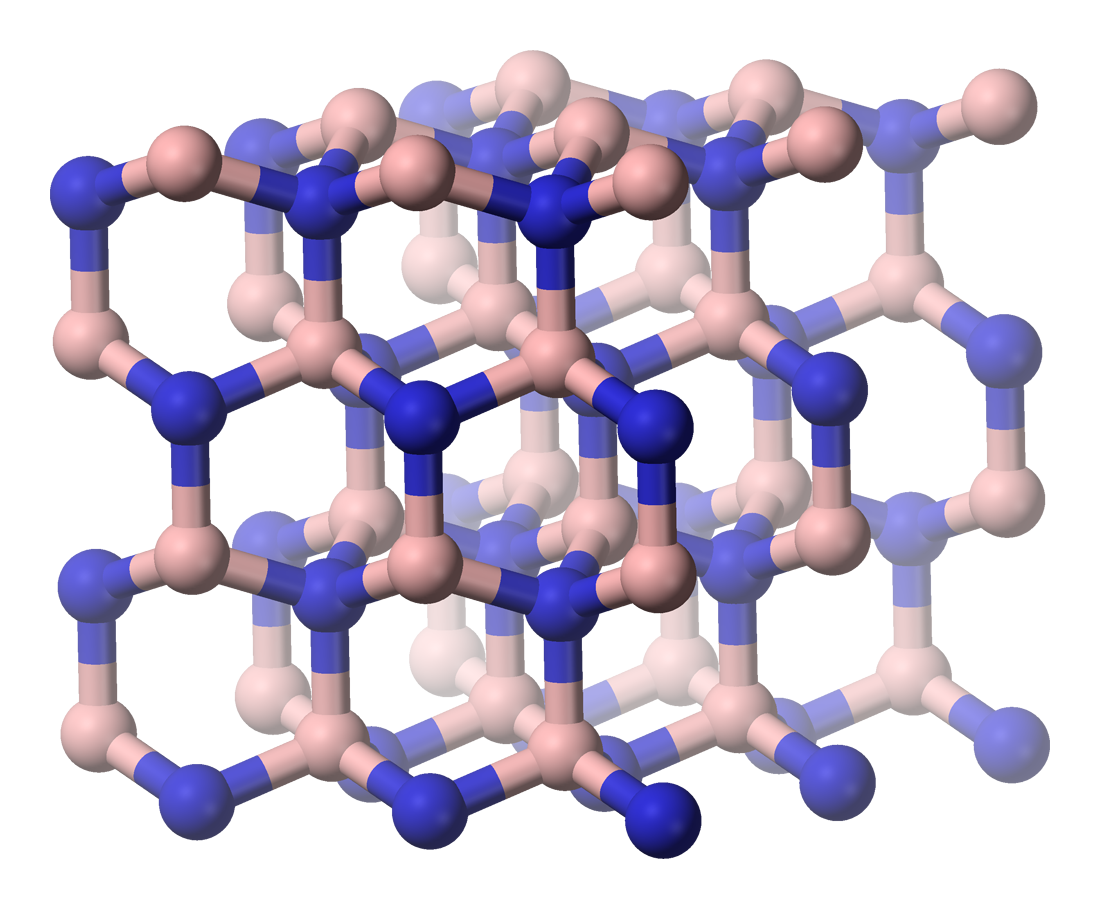
Hexagonal w-BN (wurtzitstruktur)

## Framställning
Bornitrid framställs genom att behandla borsyra (H3BO3) eller bortrioxid (B2O3) med ammoniak (NH3) eller urea (CO(NH2)2) i en inert atmosfär av kvävgas vid ca 900 °C.
{\displaystyle {\rm {B_{2}O_{3}+2\ NH_{3}\rightarrow 2\ BN+3\ H_{2}O}}}
Resultatet innehåller ca 5 – 8% B2O3 och saluförs ofta i den formen.

## Användning
Bornitrid i hexagonal form (h-BN) används som fast smörjmedel på samma sätt som grafit där grafit är olämplig på grund av sin ledningsförmåga eller kemiska reaktivitet. Det används också som fyllnadsmedel i smink, målarfärg, keramik och plast
Kubisk bornitrid (c-BN) används som slipmedel under namnet Borazon eftersom det är billigare än diamant och nästan lika hårt. Det är synnerligen lämpligt vid slipning av järn, nickel och liknande legeringar som diamant vid höga temperaturer reagerar med och bildar karbider. Bornitrid kan även sintras och användas i verktyg och liknande.
Bornitrid kan även bilda fibrer på samma sätt som kolfiber.